# کورتنی هرلی
کورتنی هرلی (انگلیسی: Courtney Hurley؛ زادهٔ ۳۰ سپتامبر ۱۹۹۰) شمشیرباز اهل ایالات متحده آمریکا است.